# Ceny Anděl 2020
Ceny Akademie populární hudby Anděl 2020 byly vyhlášeny 29. května 2021, které moderovala Ewa Farna.

## Nominace

### Album roku
- Lenka Dusilová – Řeka
- Jaromír Nohavica – Máma mi na krk dala klíč
- Tata Bojs – Jedna nula

### Skladba roku
- Lenka Dusilová – Vlákna
- Jaromír Nohavica – Máma mi na krk dala klíč
- Tata Bojs – Zvony

### Skupina roku
- Tata Bojs – Jedna nula
- Monkey Business – Freedom on Sale
- Zrní – Nebeský klid

### Objev roku
- Kateřina Marie Tichá – Sami
- Deaf Heart – Soft Heart Attack
- Amelie Siba – Dye My Hair

### Síň slávy
- Robert Křesťan

### Sólový interpret roku
- 7krát3 – I
- Dan Bárta & Illustratosphere – Kráska a zvířený prach
- Jaromír Nohavica – Máma mi na krk dala klíč

### Sólová interpretka roku
- Lenka Dusilová – Řeka
- Aneta Langerová – Dvě slunce
- Lenny – Weird & Wonderful

### Videoklip roku
- Bert & Friends – Piš mi básně (režie: Pavel Borovička)
- Viktor Sheen – Poslední přání (režie: Petr Simon)
- Yzomandias – Melanž (režie: Jan Ruttner, Jakub Salavec, Jakub Vlček, Yzomandias)

### Slovenské album roku
- Le Payaco – Pohybliví v nehybnom
- Katarína Knechtová – Svety
- Richard Müller – Hodina medzi psom a vlkom

### Alternativa a elektronika
- Amelie Siba – Dye My Hair
- Lenka Dusilová – Řeka
- Tábor – Liebe

### Folk
- Robert Křesťan & Druhá tráva – Díl první
- Petr Linhart – Nezvěstní
- Dagmar Voňková – Archa

### Jazz
- Tomáš Liška & Invisible World – Hope
- Concept Art Orchestra – 100 years
- Cotatcha Orchestra – Bigbandová elektronika

### Klasika
- Jan Bartoš, Jakub Hrůša, Symfonický orchestr Českého rozhlasu – Novák: Klavírní koncert, Toman a lesní panna
- Karel Dohnal – Czech Music for Clarinet
- Jana Semerádová, Erich Traxler – Händel, Leclair: Chaconne pro princeznu

### Rap
- Yzomandias – Prozyum
- 58G – 58 tape vol.1
- Viktor Sheen – Barvy

### Rock
- Kurtizány z 25. avenue – Honzíkova cesta
- Donnie Darko – Yesterdays
- Povodí Ohře – Dva trámy na kříž